# Бекет (Олт)
Бекет (рум. Bechet) насеље је у Румунији у округу Олт у општини Бобичешти. Oпштина се налази на надморској висини од 165 m.

## Становништво
Према подацима из 2002. године у насељу је живело 431 становника, од којих су сви румунске националности.